# Aleksandr Avdejenko
Aleksandr Ostanovitj Avdejenko, född 1908, död 1996, var en rysk författare.
Avdejenko var ursprungligen lokomotivförare, men blev senare en representant för den sociala realismen i Sovjetunionen. Han främsta verk "Jag älskar" (dansk översättning 1936) står på gränsen mellan reportage och skönlitteratur och skildrar gruvarbetares liv i Magnitogorsk och är fylld av entusiasm inför de sociala och ekonomiska framstegen i Sovjetunionen.